# Phil Smith
Philip Arnold Smith, detto Phil (San Francisco, 22 aprile 1952 – Escondido, 30 luglio 2002), è stato un cestista statunitense, professionista nella NBA.

## Carriera
Venne selezionato dai Golden State Warriors al secondo giro del Draft NBA 1974 (29ª scelta assoluta).
Morì durante l'estate del 2002, a causa di un tumore, a 50 anni di età.

## Statistiche

### NBA

#### Regular Season
| Anno       | Squadra            | PG  | PT  | MP   | TC%  | 3P%  | TL%  | RP  | AP  | PRP | SP  | PP   |
| ---------- | ------------------ | --- | --- | ---- | ---- | ---- | ---- | --- | --- | --- | --- | ---- |
| 1974-1975† | G.S. Warriors      | 74  | -   | 14,3 | 47,6 | -    | 80,4 | 1,9 | 1,8 | 0,8 | 0,0 | 7,7  |
| 1975-1976  | G.S. Warriors      | 82  | 82  | 34,1 | 47,7 | -    | 78,8 | 4,6 | 4,4 | 1,3 | 0,2 | 20,0 |
| 1976-1977  | G.S. Warriors      | 82  | 82  | 35,1 | 47,9 | -    | 78,5 | 4,0 | 4,0 | 1,2 | 0,4 | 19,0 |
| 1977-1978  | G.S. Warriors      | 82  | 82  | 35,9 | 47,2 | -    | 81,2 | 3,7 | 4,8 | 1,3 | 0,3 | 19,7 |
| 1978-1979  | G.S. Warriors      | 59  | -   | 38,8 | 50,1 | -    | 76,1 | 3,6 | 4,4 | 1,7 | 0,4 | 19,9 |
| 1979-1980  | G.S. Warriors      | 51  | -   | 30,4 | 47,4 | 31,8 | 78,9 | 2,9 | 3,7 | 1,2 | 0,3 | 15,5 |
| 1980-1981  | San Diego Clippers | 76  | -   | 31,3 | 49,1 | 22,2 | 75,7 | 2,1 | 4,9 | 1,1 | 0,2 | 16,8 |
| 1981-1982  | San Diego Clippers | 48  | 39  | 30,1 | 44,0 | 20,8 | 73,2 | 2,4 | 4,9 | 0,9 | 0,4 | 13,2 |
| 1981-1982  | Seattle S.Sonics   | 26  | 2   | 22,9 | 46,8 | 0,0  | 72,7 | 2,7 | 2,8 | 0,8 | 0,3 | 8,2  |
| 1982-1983  | Seattle S.Sonics   | 79  | 17  | 15,7 | 43,8 | 37,5 | 75,9 | 1,6 | 2,7 | 0,6 | 0,1 | 5,7  |
| Carriera   | Carriera           | 659 | 304 | 29,1 | 47,6 | -    | 77,9 | 3,0 | 3,9 | 1,1 | 0,3 | 15,1 |

#### Playoffs
| Anno     | Squadra          | PG | PT | MP   | TC%  | 3P% | TL%  | RP  | AP  | PRP | SP  | PP   |
| -------- | ---------------- | -- | -- | ---- | ---- | --- | ---- | --- | --- | --- | --- | ---- |
| 1975†    | G.S. Warriors    | 16 | -  | 14,7 | 37,5 | -   | 62,5 | 1,8 | 1,9 | 0,6 | 0,4 | 6,4  |
| 1976     | G.S. Warriors    | 13 | -  | 37,9 | 51,8 | -   | 73,4 | 4,7 | 4,6 | 1,6 | 0,5 | 24,0 |
| 1977     | G.S. Warriors    | 10 | -  | 37,1 | 40,2 | -   | 80,0 | 5,0 | 4,5 | 1,4 | 0,4 | 14,2 |
| 1982     | Seattle S.Sonics | 8  | -  | 11,5 | 40,0 | 0,0 | 33,3 | 1,0 | 0,9 | 0,6 | 0,1 | 3,1  |
| 1983     | Seattle S.Sonics | 2  | -  | 9,5  | 50,0 | -   | -    | 1,5 | 0,5 | 0,0 | 0,0 | 3,0  |
| Carriera | Carriera         | 49 | -  | 24,7 | 45,3 | 0,0 | 71,9 | 3,1 | 2,9 | 1,0 | 0,4 | 12,0 |

## Palmarès
- Campionato NBA: 1

Golden State Warriors: 1975
- All-NBA Second Team (1976)
- NBA All-Defensive Second Team (1976)
- 2 volte NBA All-Star (1976, 1977)